# Panyptila
Panyptila is een geslacht van vogels uit de familie gierzwaluwen (Apodidae).

## Soorten
Het geslacht kent de volgende soorten:
- Panyptila cayennensis – Cayennegierzwaluw
- Panyptila sanctihieronymi – San-Geronimogierzwaluw